# Státní pohřeb Václava Havla

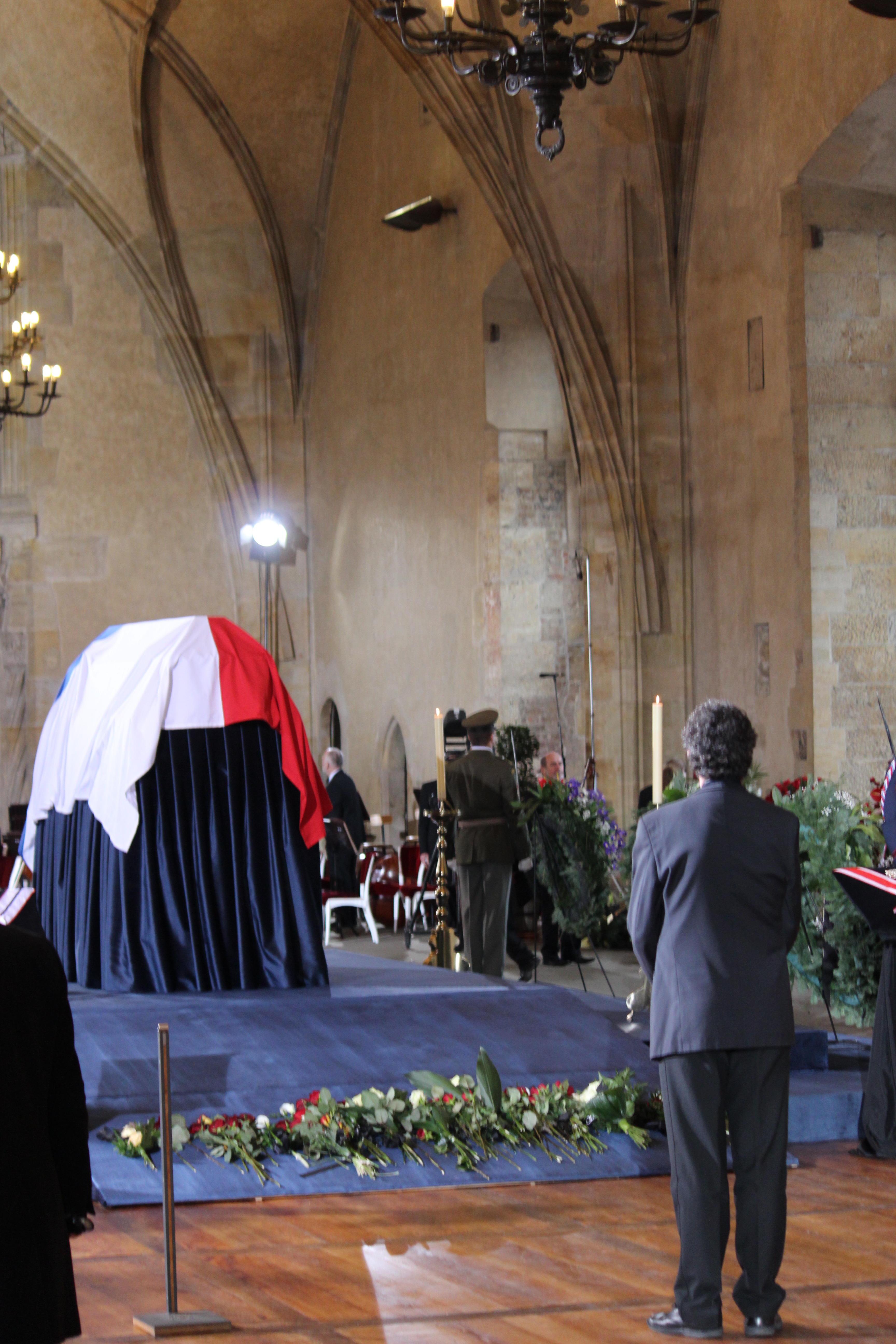
Rozloučení s Václavem Havlem ve Vladislavském sále

Státní pohřeb Václava Havla, posledního československého a prvního českého prezidenta, proběhl v pátek 23. prosince 2011 od 12 hodin v katedrále svatého Víta, Václava a Vojtěcha na Pražském hradě. Zúčastnili se jej Havlova vdova Dagmar Havlová, jeho bratr Ivan M. Havel a další rodinní příslušníci.
Mezi přítomnými oficiálními smutečními hosty byli vysocí čeští ústavní činitelé v čele s prezidentem republiky Václavem Klausem. Dále pak šestnáct hlav států, mezi nimi slovenský prezident Ivan Gašparovič, francouzský prezident Nicolas Sarkozy a německý spolkový prezident Christian Wulff. Americkou delegaci tvořili bývalý prezident Spojených států Bill Clinton, ministryně zahraničních věcí Hillary Clintonová a bývalá ministryně zahraničí Madeleine Albrightová. Dále byli zastoupeni čeští a zahraniční politikové, včetně premiéra Spojeného království Davida Camerona, diplomaté a řada jiných významných hostů z České republiky a zahraničí.

## Úmrtí Václava Havla

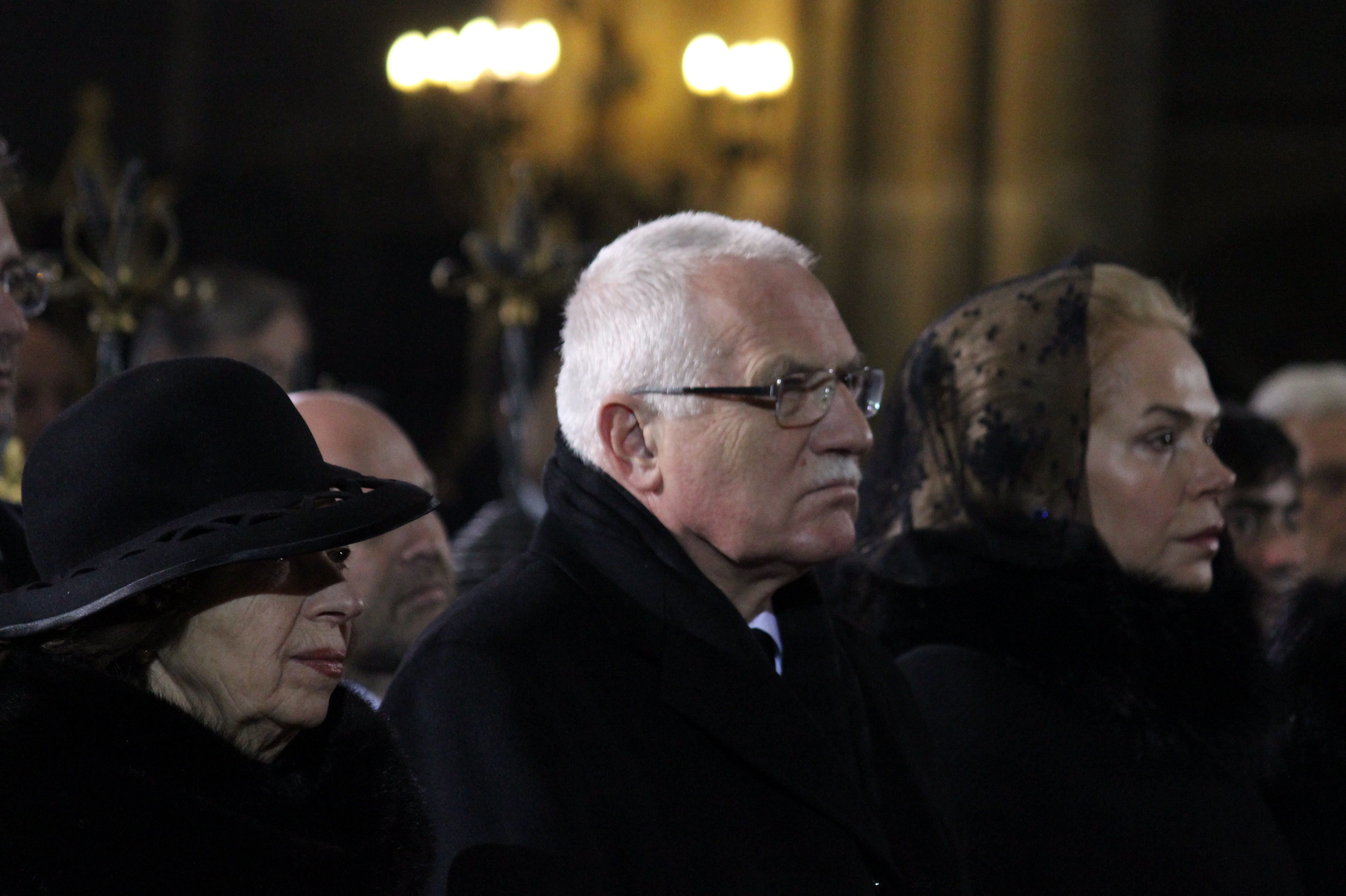
Livia Klausová, Václav Klaus a Dagmar Havlová na státním pohřbu Václava Havla

Václav Havel byl český dramatik, esejista, disident a vězeň komunistického režimu. V roce 1989 se stal vůdčí osobností sametové revoluce a v další životní etapě byl opakovaně zvolen prezidentem Československa a České republiky.
Zemřel v neděli 18. prosince 2011 v 9.46 ve spánku po dlouhodobých zdravotních problémech na oběhové selhání. V době úmrtí u něj byla přítomna manželka Dagmar Havlová a sestra boromejka, které se o Havla  staraly. Bývalý prezident se veřejného života v poslední fázi života stranil v důsledku zdravotních komplikací. Pobýval na své chalupě v Hrádečku u Trutnova a jezdil do lázní. Naposledy veřejně vystoupil týden před smrtí, kdy se setkal s dalajlámou u příležitosti jeho návštěvy v Praze.
Na úmrtí Václava Havla zareagovali čeští i světoví politici, ale také běžní lidé. Již v podvečer 18. prosince začali spontánně scházet (např. na Václavském náměstí), aby uctili jeho památku. V 18 hodin se také na popud arcibiskupa Dominika Duky rozezněly zvony po celé České republice.

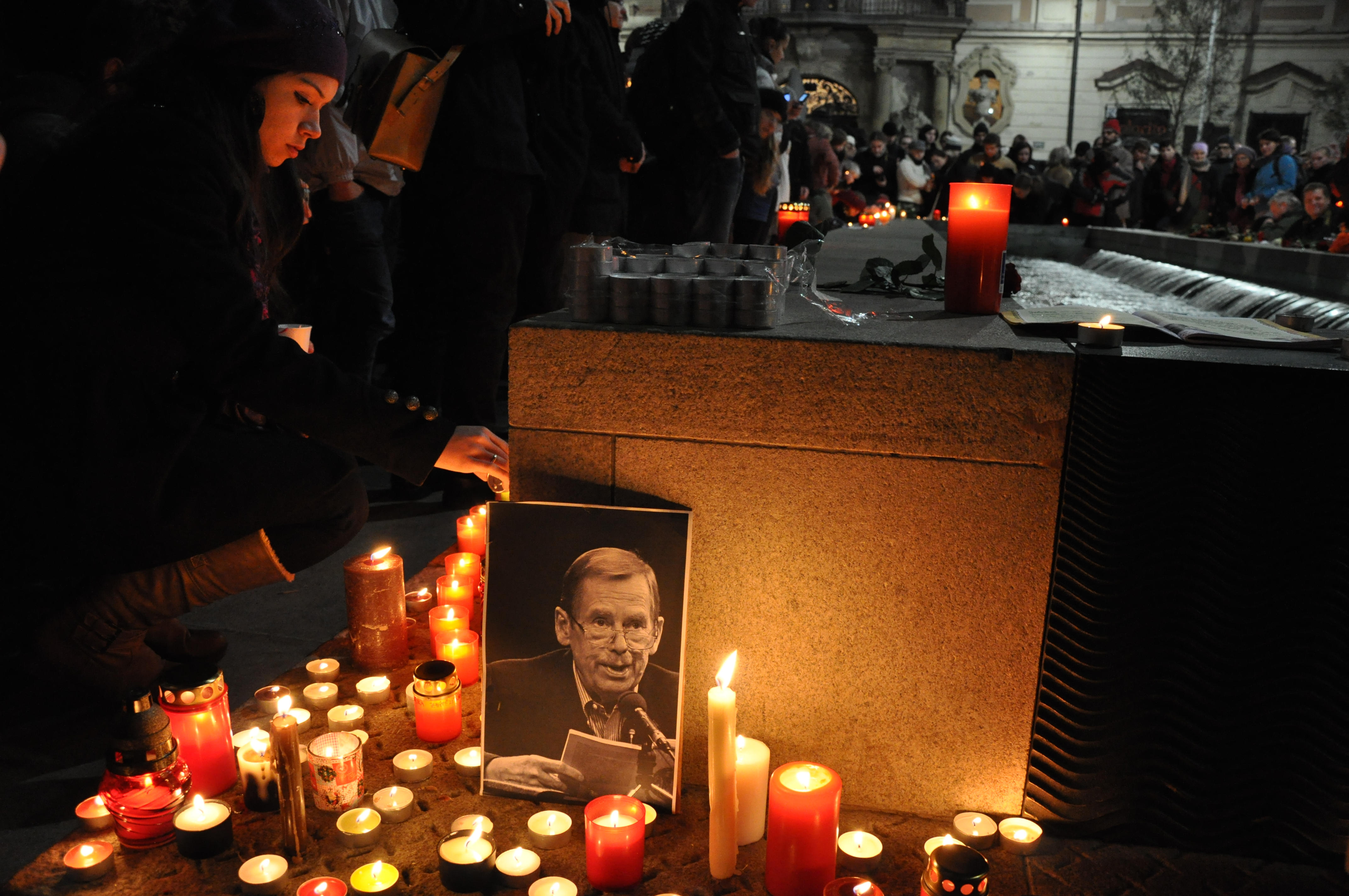
Pietní shromáždění v Brně v den úmrtí Václava Havla

Kondolenční knihy, do nichž se jako první zapsali představitelé státu a pražský arcibiskup Dominik Duka, byly přístupné veřejnosti pod Štursovou mramorovou sochou T.G. Masaryka v Rotmayerově sále Pražského hradu již od 10. hod. v pondělí 19. prosince 2011.
Po dva dny 20. a 21. prosince byla rakev s ostatky vystavena v prostorách gotického kostela svaté Anny, budovy zvané Pražská křižovatka, kde se jí poklonily tisíce lidí. Vláda v reakci na úmrtí vyhlásila od 21. prosince třídenní státní smutek.
Stejný den, ve středu, byla rakev s ostatky Václava Havla přemístěna z Pražské křižovatky do Vladislavského sálu Pražského hradu. Přesun doprovázel smuteční průvod, kterého se zúčastnilo přes deset tisíc lidí. V poslední fázi smutečního průvodu byla rakev přeložena na lafetu houfnice taženou šesti černými kladrubskými vraníky a jako bývalému vrchnímu veliteli vojsk složila hold Václavu Havlovi Armáda České republiky.

## Státní pohřeb

### Tradice
Státní pohřeb Václava Havla nebyl prvním státním pohřbem prezidenta republiky, který se v Praze uskutečnil. První takový pohřeb se konal 21. září 1937 ve formě smutečního obřadu za prvního československého prezidenta Tomáše Garrigua Masaryka. Další státní pohřeb se konal 8. září 1948, kdy byl se všemi poctami do hrobu uložen druhý československý prezident Edvard Beneš. Následovaly dva pohřby komunistických prezidentů, kteří zemřeli v průběhu svého prezidentství. Pohřeb Klementa Gottwalda proběhl 19. března 1953 a Antonína Zápotockého následoval 18. listopadu 1957. Posledním státním pohřbem prezidenta před rokem 2011 byl obřad dne 26. září 1979, kdy byl do hrobu uložen Ludvík Svoboda. Pro prezidenty Emila Háchu, Antonína Novotného a Gustáva Husáka nebyly státní pohřby uspořádány.

### Příprava

Místo konání státního pohřbu Václava Havla, chrám sv. Víta

Na organizaci státního pohřbu se podíleli členové rodiny Václava Havla spolu s Výborem pro vypravení státního pohřbu, který zahrnoval čtyři nejvyšší ústavní činitele státu, jmenovitě prezidenta republiky Václava Klause, předsedu Senátu Milana Štěcha, předsedkyni Poslanecké sněmovny Miroslavu Němcovou a předsedu vlády Petra Nečase. Pozváno bylo téměř tisíc hostů. Instituce státního pohřbu není upravena žádným zákonem nebo jiným právním předpisem České republiky. Pro státní pohřeb Václava Havla proto nebyla k dispozici předepsaná struktura fází jeho průběhu. K tomuto smutečnímu obřadu neexistoval také žádný adekvátní precedens. Scénář pohřbu proto vycházel z daných tradic a z dohody mezi jeho organizátory. Nesl se snahou o citlivý přístup k této události, tak aby byla zorganizována co nejdůstojněji. Za státní správu pohřeb organizoval ředitel odboru protokolu kanceláře prezidenta republiky Jindřich Forejt, za církev arcibiskupský ceremoniář Vojtěch Mátl.
Na území České republiky byl naposledy předtím státní pohřeb vypraven v roce 1979, kdy zemřel bývalý československý prezident armádní generál Ludvík Svoboda (pro nemoc uvolněný z funkce roku 1975). V chrámu svatého Víta se podobná událost naposledy odehrála v roce 1875, kdy se konalo oficiální rozloučení s rakouským císařem a posledním korunovaným králem českým Ferdinandem I. Dobrotivým.
Rakev s ostatky Václava Havla byla do Vladislavského sálu na Pražském hradě dopravena ve středu 21. prosince 2011 z budovy bývalého Kostela svaté Anny, nyní zvané Pražská křižovatka. Zde se s bývalým prezidentem rozloučily desetitisíce lidí.

### Průběh
V pátek 23. prosince 2011 v 11.30 hod vyšel z arcibiskupského paláce liturgický průvod s celebranty a koncelebranty zádušní mše.
Státní pohřeb byl zahájen v poledne minutou ticha, kdy se v zemi rozezněly zvony všech kostelů a kaplí. Hlavní částí pohřbu byla zádušní mše, při níž Česká filharmonie a Pražský filharmonický sbor pod vedením šéfdirigenta Jiřího Bělohlávka provedli Rekviem od Antonína Dvořáka.
Bohoslužbu v katedrále svatého Víta, Václava a Vojtěcha celebroval arcibiskup pražský a primas český Dominik Duka za účasti mnoha koncelebrantů. Mezi nimi byli emeritní arcibiskup pražský Miloslav kardinál Vlk, bývalý apoštolský nuncius v Praze Giovanni kardinál Coppa, apoštolský exarcha řeckokatolické církve Ladislav Hučko a pomocný biskup pražský Václav Malý. Kardinál Coppa před zahájením mše přečetl soustrastné poselství papeže Benedikta XVI. Obřadu se zúčastnili i zástupci mnoha řeholních řádů – salesiánky, dominikáni, jezuité, křižovníci s červenou hvězdou, premonstráti a boromejky. Chléb a víno pro svaté přijímání přinášely sestry boromejky, které o Václava Havla v posledních měsících před jeho smrtí pečovaly. Čtení z knihy Jób (Job 19,1 a 19,23–27a) přednesl herec a další blízký přítel zesnulého Josef Abrhám. Prosby k Bohu byly čteny střídavě v češtině a slovenštině dvěma evangelickými duchovními, českým Joelem Rumlem a slovenským Milošem Klátikem. Modlitba Otčenáš byla přednesena latinsky.
| „                                   | Za pravdu a lásku budeme nadále bojovat. Můžete se na nás spolehnout. | “ |
| — Karel Schwarzenberg, 23. 12. 2011 |                                                                       |   |

Z představitelů českého politického života vzpomněli na odkaz Václava Havla prezident republiky Václav Klaus a ministr zahraničních věcí Karel Schwarzenberg. Smuteční řeč pronesla také bývalá ministryně zahraničních věcí USA Madeleine Albrightová.
V závěrečné části zazněl staroslavný Svatováclavský chorál. Poté s osobním rozloučením vystoupil Havlův blízký spolupracovník z doby sametové revoluce, pomocný biskup pražský Václav Malý, který vyzdvihl jeho občanskou statečnost. Následovalo provedení nejdříve Dvořákovy biblické písně Při řekách babylonských a ve 14.05 hod. pak české hymny, při níž bylo z Petřína vystřeleno 21 dělostřeleckých salv. Státní pohřeb skončil ve 14.17 hod za latinského zpěvu modlitby Zdrávas Královno.

### Významní smuteční hosté

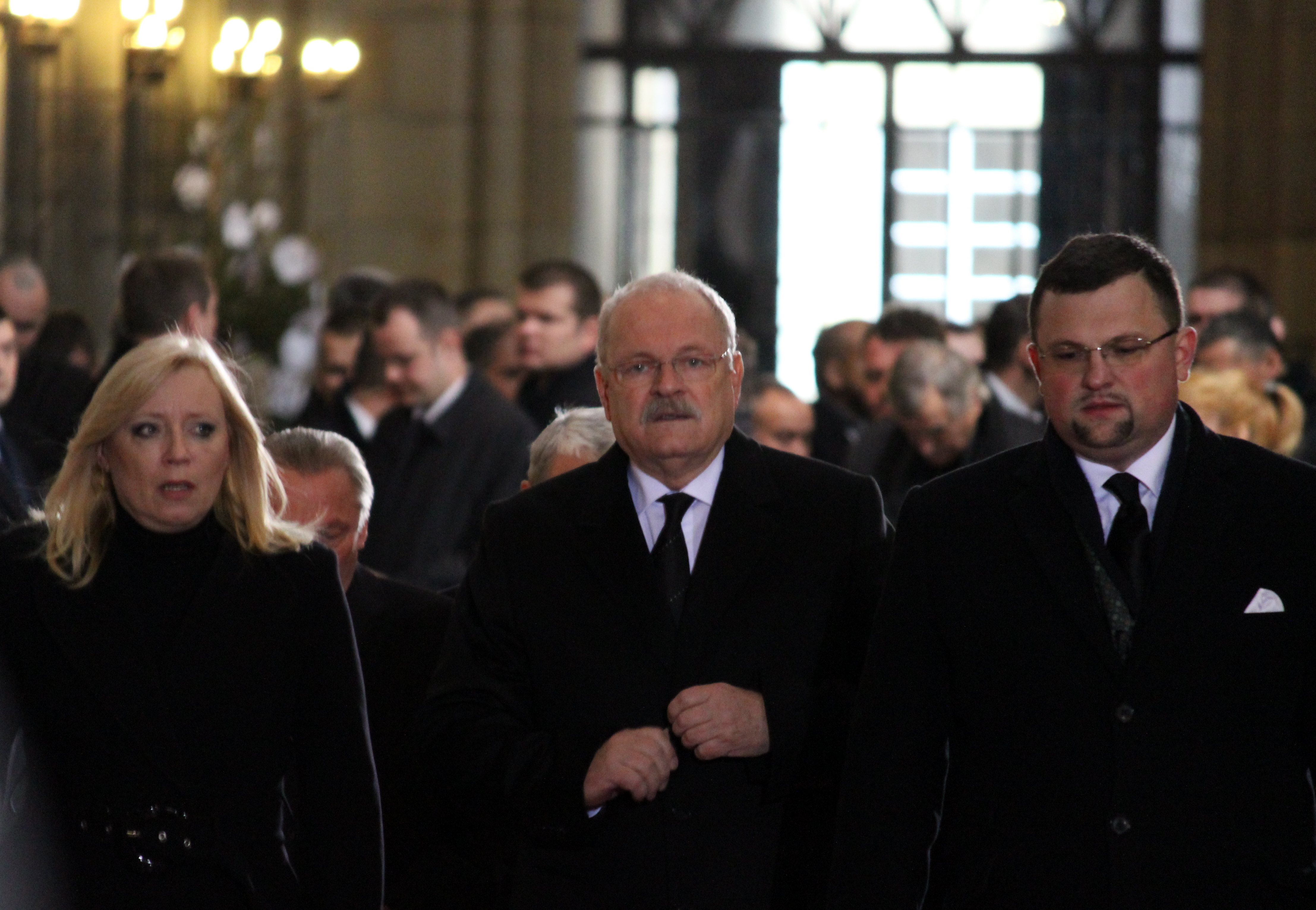
Slovenská delegace v čele s prezidentem Ivanem Gašparovičem a předsedkyní vlády Ivetou Radičovou

Vedle rodinných příslušníků, nejvyšších politiků a dalších představitelů veřejného života České republiky potvrdili účast na státním pohřbu Václava Havla také početní smuteční hosté ze zahraničí. Celkem se pohřbu zúčastnilo čtyřicet dva delegací zahraničních států.
Pro omezenou kapacitu katedrály platily pozvánky pro jednu oficiální osobnost z každého státu s jedním členem osobního doprovodu a další čestné hosty. Pozváno bylo přibližně tisíc smutečních hostů, z toho polovina pozvánek připadla na státníky a politiky. Kancelář prezidenta republiky předala také 316 pozvánek Havlovým přátelům a příslušníkům disentu. Veřejnost průběh sledovala na velkoplošných projekcích na druhém nádvoří Hradu a na Hradčanském náměstí.
Vedle prezidenta republiky Václava Klause byli přítomni současní a bývalí politici. Obě komory Parlamentu reprezentovalo jejich vedení v čele s předsedou horní komory Milanem Štěchem a předsedkyní dolní komory Miroslavou Němcovou. Zastoupena byla celá česká vláda v čele s premiérem Petrem Nečasem.
Státního pohřbu se také zúčastnili zahraniční umělci jako francouzský herec Alain Delon, americký rocker českého původu Ivan Král či americká zpěvačka Suzanne Vega. Britský následník trůnu a blízký Havlův přítel korunní princ Charles se pohřbu nezúčastnil, přestože o něj projevil zájem.
Účast na pohřbu v katedrále odmítl také jeden z Havlových nejbližších spolupracovníků z doby Charty 77 Petr Uhl. Pokládal totiž pohřební obřad v katedrále za projev toho, že si Havlovu památku přivlastňuje katolická církev, k níž Havel dle Uhlova názoru nepatřil. Soukromé části obřadu se ale zúčastnil.
Hlavy států

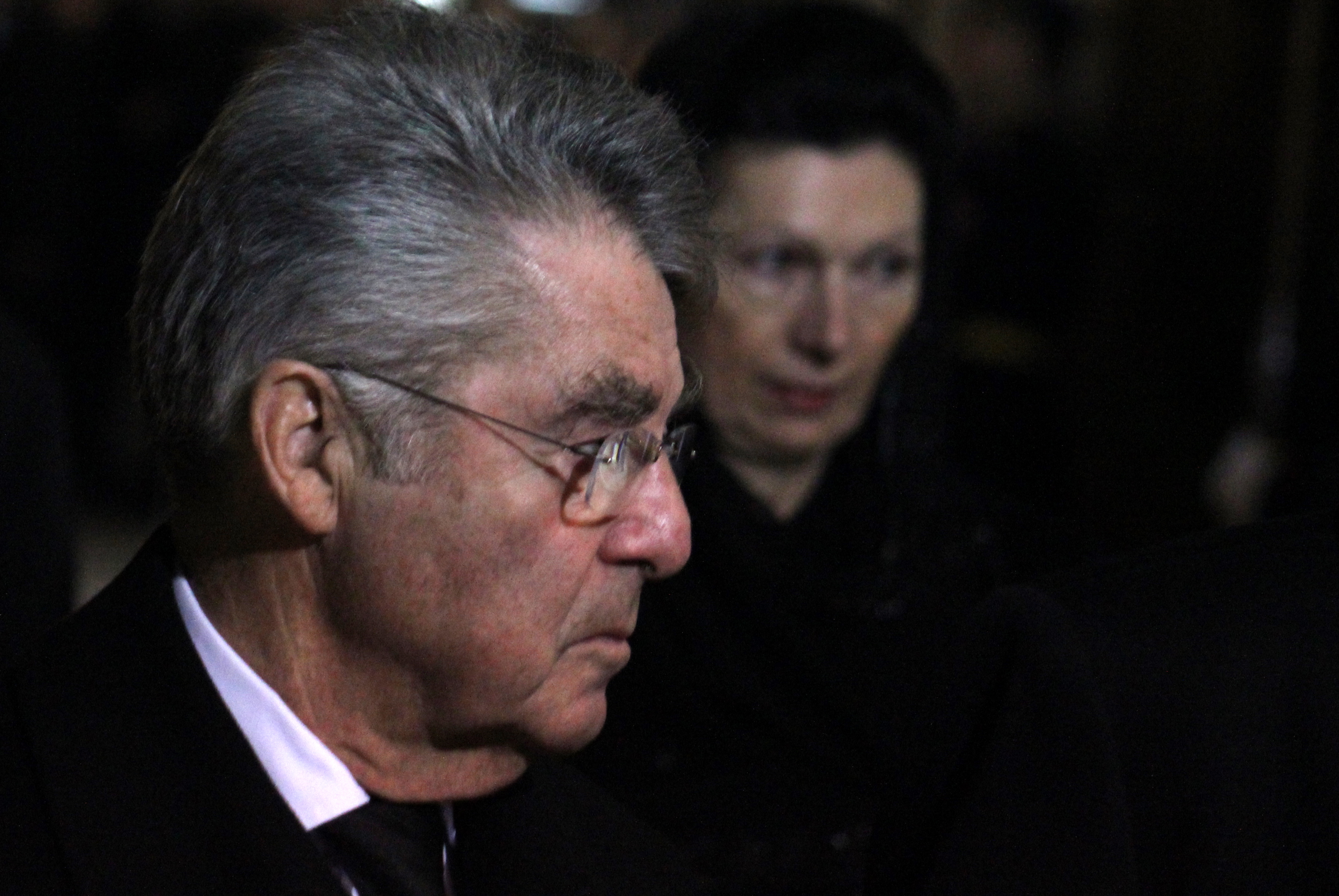
Rakouský prezident Heinz Fischer

- Traian Băsescu – prezident Rumunska
- Andris Bērziņš – prezident Lotyšska
- Heinz Fischer – spolkový prezident Rakouska
- Ivan Gašparovič – prezident Slovenska
- Dalia Grybauskaitė – prezidentka Litvy
- Tarja Halonenová – prezidentka Finska[17]
- Ďorge Ivanov – prezident Makedonie
- Atifete Jahjagová – prezidentka Kosova
- Ivo Josipović – prezident Chorvatska
- Jindřich I. Lucemburský – velkovévoda Lucemburska
- Michail Saakašvili – prezident Gruzie
- Nicolas Sarkozy – prezident Francie
- Pál Schmitt – prezident Maďarska
- Danilo Türk – prezident Slovinska
- Filip Vujanović – prezident Černé Hory
- Christian Wulff – spolkový prezident Německa[18][19]

## Soukromý obřad
Po skončení obřadu v katedrále svatého Víta byla rakev s ostatky Václava Havla převezena do strašnického krematoria, kde začal v 16 hodin jednu hodinu trvající soukromý obřad. Poté byly ostatky zesnulého zpopelněny.
V úvodu obřadu zazněla píseň Modlitba pro Martu. Smuteční řeč přednesla herečka Táňa Fischerová. Promluvili také mluvčí Charty 77 Dana Němcová, herci Jiří Bartoška, Oldřich Kaiser, Jiří Lábus, Květa Fialová, Jan Kačer, režisér Vladimír Morávek, básník Jiří Kuběna a recitovala herečka Vlasta Chramostová.
Režisér a herec Břetislav Rychlík přivedl a zazpíval s horňáckou kapelou moravskou lidovou píseň Chvalabohu že sem sa narodil. Zazpívaly i sestry boromejky, které se v posledních týdnech o nemocného Havla staraly. Z reprodukované hudby zněly písně Krásné je žít a Kéž lavičko, kéž bys promluvila, Imagine Johna Lennona, Perfect Day Lou Reeda a Magické noci The Plastic People of the Universe. Zazněla také píseň Když jsem já šel tou Putimskou branou, kterou v noci před obřadem nazpívala s klavírním doprovodem vdova po Václavu Havlovi Dagmar Havlová, dále pak Beethovenova Óda na radost v aranžmá Michala Pavlíčka s anglickým textem Michaela Žantovského, známá z dokumentárního filmu Občan Havel.
Před zakončením si přítomní zazpívali československou hymnu. Závěr patřil symbolicky Havlovu „Odcházení“ – opona se zavírala při zvuku závěrečné hudby z filmu a za znění Havlova hlasu „Pravda a láska musí zvítězit nad lží a nenávistí. Zapněte si mobilní telefony.“
Obřadu se zúčastnilo kromě Havlovy vdovy Dagmar Havlové, jeho bratra Ivana M. Havla a dalších rodinných příslušníků také více než sto jeho přátel a spolupracovníků. Mezi nimi byli Tereza Brodská, Tomáš Töpfer, Dana Morávková, Jiřina Bohdalová, Petr Malásek, Jan Kasl, Vlasta Chramostová, Gabriela Vránová, Bolek Polívka, Martin Stropnický, Veronika Žilková, Jan Potměšil, Eliška Balzerová, Hana Zagorová, Štefan Margita, Vladimír Hanzel, Anna Šabatová, Petr Uhl, Pavel Kolář a lékaři Pavel Pafko a Cyril Höschl.
Urna s popelem Václava Havla byla 4. ledna 2012 uložena do rodinné hrobky na Vinohradském hřbitově poblíž kostelíka svatého Václava, vedle urny jeho první manželky Olgy Havlové a ostatků jeho rodičů.

## Pocta Václavu Havlovi
Po státním a soukromém pohřbu uspořádali „přátelé Václava Havla“ multikulturní akci Pocta Václavu Havlovi, která probíhala od 17.30 hodin do půlnoci ve všech prostorách paláce Lucerna v Praze.